# Hayashi Takuto
Hayashi Takuto (林 卓人 Hayashi Takuto, sinh ngày 9 tháng 8 năm 1982 ở Osaka) là một cầu thủ bóng đá người Nhật Bản thi đấu cho Sanfrecce Hiroshima.

## Thống kê sự nghiệp câu lạc bộ
Cập nhật đến ngày 23 tháng 2 năm 2016.
| Thành tích câu lạc bộ | Thành tích câu lạc bộ | Thành tích câu lạc bộ | Giải vô địch | Giải vô địch | Cúp                   | Cúp                   | Cúp Liên đoàn | Cúp Liên đoàn | Châu lục | Châu lục  | Khác    | Khác      | Tổng cộng | Tổng cộng |
| Mùa giải              | Câu lạc bộ            | Giải vô địch          | Số trận      | Bàn thắng    | Số trận               | Bàn thắng             | Số trận       | Bàn thắng     | Số trận  | Bàn thắng | Số trận | Bàn thắng | Số trận   | Bàn thắng |
| Nhật Bản              | Nhật Bản              | Nhật Bản              | Giải vô địch | Giải vô địch | Cúp Hoàng đế Nhật Bản | Cúp Hoàng đế Nhật Bản | Cúp Liên đoàn | Cúp Liên đoàn | Châu Á   | Châu Á    | Khác1   | Khác1     | Tổng cộng | Tổng cộng |
| --------------------- | --------------------- | --------------------- | ------------ | ------------ | --------------------- | --------------------- | ------------- | ------------- | -------- | --------- | ------- | --------- | --------- | --------- |
| 2001                  | Sanfrecce Hiroshima   | J1 League             | 0            | 0            | 0                     | 0                     | 0             | 0             | -        | -         | -       | -         | 0         | 0         |
| 2002                  | Sanfrecce Hiroshima   | J1 League             | 1            | 0            | 4                     | 0                     | 0             | 0             | -        | -         | -       | -         | 5         | 0         |
| 2003                  | Sanfrecce Hiroshima   | J2 League             | 1            | 0            | 0                     | 0                     | -             | -             | -        | -         | -       | -         | 0         | 0         |
| 2004                  | Sanfrecce Hiroshima   | J1 League             | 0            | 0            | 0                     | 0                     | 1             | 0             | -        | -         | -       | -         | 1         | 0         |
| 2005                  | Consadole Sapporo     | J2 League             | 33           | 0            | 0                     | 0                     | -             | -             | -        | -         | -       | -         | 33        | 0         |
| 2006                  | Consadole Sapporo     | J2 League             | 38           | 0            | 1                     | 0                     | -             | -             | -        | -         | -       | -         | 39        | 0         |
| 2007                  | Consadole Sapporo     | J2 League             | 0            | 0            | 0                     | 0                     | -             | -             | -        | -         | -       | -         | 0         | 0         |
| 2007                  | Vegalta Sendai        | J2 League             | 19           | 0            | 0                     | 0                     | -             | -             | -        | -         | -       | -         | 19        | 0         |
| 2008                  | Vegalta Sendai        | J2 League             | 41           | 0            | 1                     | 0                     | -             | -             | -        | -         | -       | -         | 42        | 0         |
| 2009                  | Vegalta Sendai        | J2 League             | 51           | 0            | 4                     | 0                     | -             | -             | -        | -         | -       | -         | 55        | 0         |
| 2010                  | Vegalta Sendai        | J1 League             | 34           | 0            | 0                     | 0                     | 6             | 0             | -        | -         | -       | -         | 40        | 0         |
| 2011                  | Vegalta Sendai        | J1 League             | 34           | 0            | 2                     | 0                     | 4             | 0             | -        | -         | -       | -         | 40        | 0         |
| 2012                  | Vegalta Sendai        | J1 League             | 34           | 0            | 1                     | 0                     | 7             | 0             | -        | -         | -       | -         | 42        | 0         |
| 2013                  | Vegalta Sendai        | J1 League             | 34           | 0            | 1                     | 0                     | 1             | 0             | 6        | 0         | -       | -         | 42        | 0         |
| 2014                  | Sanfrecce Hiroshima   | J1 League             | 31           | 0            | 2                     | 0                     | 5             | 0             | 8        | 0         | 1       | 0         | 47        | 0         |
| 2015                  | Sanfrecce Hiroshima   | J1 League             | 34           | 0            | 3                     | 0                     | 2             | 0             | -        | -         | 6       | 0         | 45        | 0         |
| Tổng cộng sự nghiệp   | Tổng cộng sự nghiệp   | Tổng cộng sự nghiệp   | 385          | 0            | 21                    | 0                     | 26            | 0             | 14       | 0         | 7       | 0         | 408       | 0         |

1Bao gồm Siêu cúp Nhật Bản, J. League Championship và Giải bóng đá Cúp câu lạc bộ thế giới.

## Danh hiệu

### Sanfrecce Hiroshima
- J1 League 2nd stage (1): 2015
- J. League Championship (1): 2015
- XEROX Supercup (2): 2014, 2016

### Nhật Bản
- Cúp bóng đá Đông Á (1): 2013